# 江布爾州
江布爾州是哈薩克斯坦的一個州。東北界為巴爾喀什湖，南為吉爾吉斯，楚河和塔拉斯河在分別在東部和西部流過。面積144,200平方公里。首府塔拉茲。

## 人口
根據2010年的人口估算，現時本州有人口120萬，當中33.51萬人為城市人口。
這120萬人當中，包含超過100個民族，當中哈薩克族佔總人口65%。哈薩克族人口最稀少的反而是在首府塔拉茲，但也從1989年的23%進展到2009年的60%。本州亦為東干人在本國的主要聚居地。

## 外部連結
- 官方網站 （页面存档备份，存于）